# Acalypha nana
Acalypha nana là một loài thực vật có hoa trong họ Đại kích. Loài này được (Müll.Arg.) Griseb. ex Hutch. mô tả khoa học đầu tiên năm 1913.